# Ukončovací stupeň

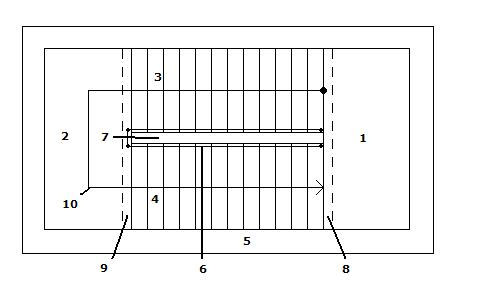
Ukončovací stupeň je označen číslem 9, číslo 8 má jalový stupeň.

Ukončovací stupeň je poslední, výstupní stupeň schodišťového ramene, který je zabudovaný do mezipodesty nebo podesty. Je to tedy schodišťový stupeň, který je součástí podesty nebo dalšího patra.
Je možné ho definovat i jako poslední stupeň ve schodišťovém rameni, jenž má svoji výšku a jehož stupnice je na stejné úrovni jako mezipodesta nebo výstupní podesta.